# Jakten: Jag och krigsförbrytarna
Jakten: Jag och krigsförbrytarna (italienska: La caccia: Io e i criminali di guerra) är en bok skriven av Carla Del Ponte, utgiven ut i april 2008. Enligt Del Ponte tog hon emot information som påstod att trehundra serber kidnappades och skickades till Albanien år 1999, där deras organ drogs ut. Boken ledde till stora kontroverser; kosovanska och albanska tjänstemän nekade till dessa utsagor medan ryska och serbiska tjänstemän krävde fler undersökningar. ICTY uppgav att inga betydande bevis som stödde dessa utsagor hänsköts till domstolen.

## Anklagelser om organskörd
Enligt Del Pontes bok tog åklagarmyndigheten emot information från UNMIK- tjänstemän, som i sin tur tog emot information "av ett team av trovärdiga journalister", att ungefär trehundra kidnappade serber fördes bort med lastbilar i Kosovo till flera läger i Kukësi och Tropoja i Albanien under sommaren 1999, kort efter Nato-truppers ankomst till Kosovo. Deras organ skall sedan ha opererats bort för att säljas i andra länder till betalande patienter.

### Fotnoter
1. ↑  ”Kosovoledare utpekas för organhandel” (på svenska). Svenska dagbladet. 14 april 2008. https://www.svd.se/kosovoledare-utpekas-for-organhandel. Läst 7 april 2017.